# Tomasz Fajfer
Tomasz Fajfer (ur. 13 stycznia 1969 w Mogilnie) – polski żużlowiec.
Brat Adama Fajfera i Przemysława Fajfera, ojciec Macieja Fajfera, Oskara Fajfera i Patryka Fajfera oraz wujek Kevina Fajfera, również żużlowców.

## Życiorys
Licencję żużlową zdobył w 1986 roku. Sport żużlowy uprawiał do 2001 r., reprezentując w rozgrywkach o drużynowe mistrzostwo Polski kluby Start Gniezno (1986–2000) oraz TŻ Opole (2001). 
Dwukrotny finalista młodzieżowych indywidualnych mistrzostw Polski (Zielona Góra 1988 – srebrny medal, Zielona Góra 1989 – XIV m.), trzykrotny finalista indywidualnych mistrzostw Polski (Lublin 1990 – IX m., Wrocław 1995 – IX m., Częstochowa 1997 – XV m.), dwukrotny finalista młodzieżowych mistrzostw Polski par klubowych (Leszno 1987 – brązowy medal, Toruń 1990 – srebrny medal), trzykrotny finalista mistrzostw Polski par klubowych (Gniezno 1996 – srebrny medal, Bydgoszcz 1997 – VII m., Gorzów Wielkopolski 1998 – brązowy medal), finalista rozgrywek o "Brązowy Kask" (seria turniejów 1988 – V m.) oraz o "Srebrny Kask" (seria turniejów 1988 – IX m., Zielona Góra 1990 – VIII m.).

## Statystyka w klubach[1]
| Sezon | Klub          | Miejsce | Liga       | Mecze | Biegi | Pkt | Bonusy | Razem | Komplety    | Średnia/bg | Średnia/mc |
| ----- | ------------- | ------- | ---------- | ----- | ----- | --- | ------ | ----- | ----------- | ---------- | ---------- |
| 1986  | Start Gniezno | 1       | 2 Liga     | 2     | 3     | 1   | 0      | 1     | 0           | 0,333      | 0,500      |
| 1987  | Start Gniezno | 10      | 1 Liga     | 3     | 3     | 1   | 0      | 1     | 0           | 0,333      | 0,333      |
| 1988  | Start Gniezno | 6       | 2 Liga     | 14    | 74    | 108 | 8      | 116   | 1 – (0 pł.) | 1,568      | 8,286      |
| 1989  | Start Gniezno | 6       | 2 Liga     | 14    | 76    | 140 | 9      | 149   | 1 – (0 pł.) | 1,961      | 10,643     |
| 1990  | Start Gniezno | 4       | 2 Liga     | 17    | 90    | 211 | 6      | 217   | 2 – (2 pł.) | 2,411      | 12,765     |
| 1991  | Start Gniezno | 8       | 2 Liga     | 22    | 121   | 241 | 7      | 248   | 1 – (1 pł.) | 2,050      | 11,273     |
| 1992  | Start Gniezno | 3       | 2 Liga     | 20    | 103   | 205 | 14     | 219   | 0           | 2,126      | 10,950     |
| 1993  | Start Gniezno | 5       | 2 Liga     | 18    | 96    | 190 | 7      | 197   | 1 – (1 pł.) | 2,052      | 10,944     |
| 1994  | Start Gniezno | 4       | 2 Liga     | 18    | 86    | 149 | 13     | 162   | 0           | 1,884      | 9,000      |
| 1995  | Start Gniezno | 1       | 2 Liga     | 18    | 89    | 168 | 18     | 186   | 2 – (0 pł.) | 2,090      | 10,333     |
| 1996  | Start Gniezno | 7       | 1 Liga     | 18    | 72    | 87  | 15     | 102   | 0           | 1,417      | 5,667      |
| 1997  | Start Gniezno | 8       | 1 Liga     | 17    | 68    | 73  | 13     | 86    | 0           | 1,265      | 5,059      |
| 1998  | Start Gniezno | 6       | 1 Liga     | 17    | 67    | 82  | 7      | 89    | 1 – (0 pł.) | 1,328      | 5,235      |
| 1999  | Start Gniezno | 10      | Ekstraliga | 16    | 77    | 80  | 11     | 91    | 0           | 1,182      | 5,688      |
| 2000  | TŻ Opole      | 8       | 1 Liga     | 7     | 23    | 13  | 0      | 13    | 0           | 0,565      | 1,857      |